# Streeter (Dakota Północna)
Streeter – miasto w Stanach Zjednoczonych, w stanie Dakota Północna, w hrabstwie Stutsman.